# Baccharis itatiaiae
Baccharis itatiaiae là một loài thực vật có hoa trong họ Cúc. Loài này được Wawra mô tả khoa học đầu tiên năm 1888.